# On Her Majesty's Secret Service (bog)
On Her Majesty's Secret Service (Spillet er ude, James Bond / I hendes Majestæts hemmelige tjeneste) er den 11. af James Bonds bøger af Ian Fleming. Den udkom i 1963.
Bogen blev filmatiseret i 1969 som den 6. film i EON Productions' serie om James Bond.

## Plot
Bond er på en tilsyneladende håbløs jagt på Blofeld og SPECTRE, da han i Frankrig støder på Tracy Draco og hendes far, gangsterchefen Marc-Ange Draco. Marc-Ange oplyser, at Blofeld er i Schweiz. Det samme har det britiske ordenskapitel fundet ud af, for Blofeld har søgt om retten til en grevetitel. Under dække af at være repræsentant for ordenskapitlet sendes Bond til Schweiz for at se, hvilke uhyrligheder Blofeld denne gang har gang i.